# Joseph Wright

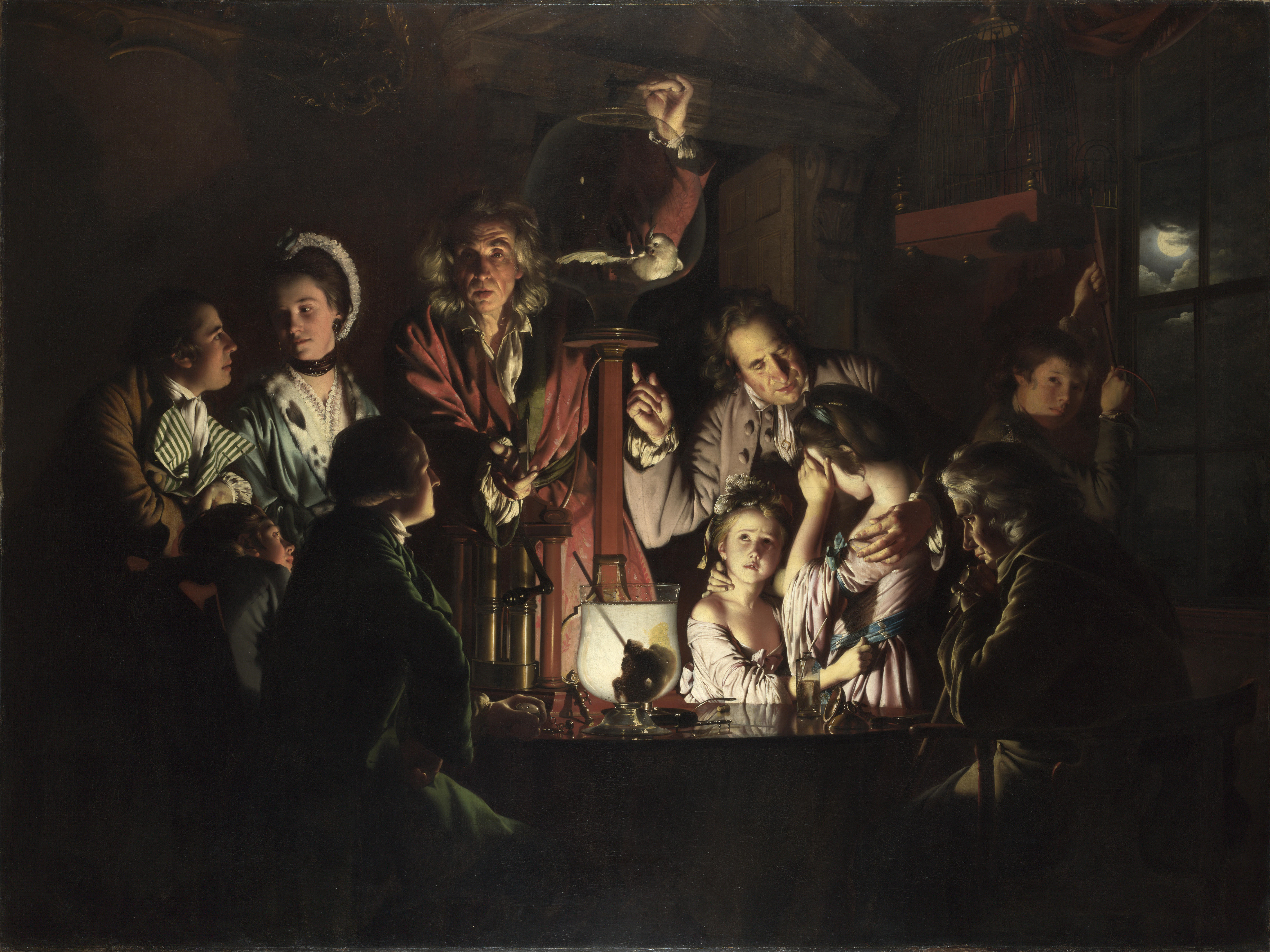
Experimento com um pássaro em uma bomba de ar, Joseph Wright, 1768 (National Gallery de Londres).

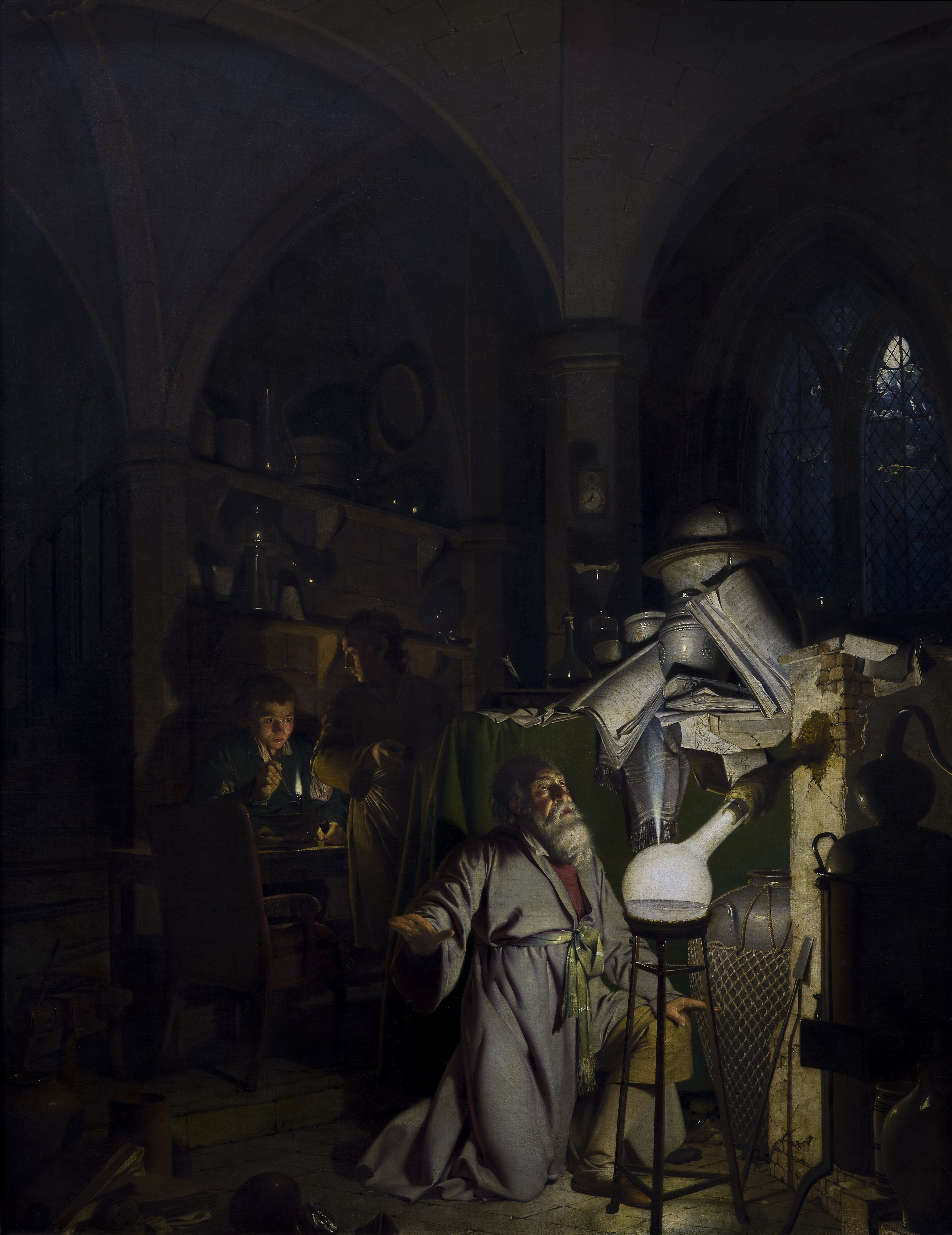
Alquimista em busca da pedra filosofal, Joseph Wright, 1771 (Museu de Derby).

Joseph Wright (Derby, 3 de setembro de 1734 – Derby, 29 de agosto de 1797), conhecido como como Wright of Derby (Wright de Derby) foi um pintor inglês, famoso por suas pinturas de paisagens e seus retratos.
Foi considerado o «primeiro pintor profissional que expressou o espírito da Revolução Industrial».
É conhecido pelo uso do efeito claro-escuro nas suas pinturas, que acentua o contraste entre a luz e a escuridão.

## Biografia
Era o terceiro de cinco filhos de John Wright e de Hannah Brookes. Aprendeu a pintar copiando desenhos. Decidido a tornar-se pintor, Wright foi para Londres em 1751 e, durante dois anos, estudou com um grande retratista, Thomas Hudson, mestre de Joshua Reynolds. Wright trabalhou como assistente para Hudson durante 15 meses. Em 1753 voltou para Derby, onde aperfeiçoou a sua técnica de claro-escuro sob a luz forte.
Wright casou com Ann Swift (também conhecida por Hannah) em 1773, e no final desse ano visitou a Itália, onde permaneceu até 1775. Wright e a sua mulher tiveram sete filhos, três dos quais morreram na infância.
Quando regressou de Itália, instalou-se em Bath, no condado de Somerset, trabalhando como retratista, mas acabou voltando para Derby, onde passou o resto da sua vida.
Ann Wright morreu a 17 de agosto de 1790 e sete anos depois Wright morreu na sua casa em Queen Street, onde passou os seus últimos meses com as suas duas filhas.